# الیسون ترانکلی
الیسون ترانکلی (انگلیسی: Allison Tranquilli؛ زادهٔ ۱۲ august ۱۹۷۲ (۵۲ سال)) ورزشکار بسکتبال اهل استرالیا است.
وی در مسابقات کشوری و بین‌المللی در مجموع برندهٔ ۱ مدال نقره، ۱ مدال برنز شده‌است.